# Église Saint-Eutrope de Meyrals
Pour les articles homonymes, voir Église Saint-Eutrope.
L'église Saint-Eutrope est une église située en France sur la commune de Meyrals, dans le département de la Dordogne, en région Nouvelle-Aquitaine.
Elle fait l'objet d'une protection au titre des monuments historiques.

## Localisation
L'église Saint-Eutrope est située dans le sud-est du département français de la Dordogne, en Périgord noir, dans le bourg de Meyrals, à proximité de la route départementale 35.

## Histoire et architecture
La construction de l'église de style roman remonte au XIIe siècle, dont subsistent de cette époque le clocher-mur, la nef, le chœur et l'abside. Elle est dédiée à saint Eutrope, premier évêque de Saintes au IIIe ou au  IVe siècle. Elle n'est pas orientée est-ouest comme la plupart des églises catholiques mais plutôt nord-est/sud-ouest.
À la fin du XVe siècle, ou au XVIe siècle, les seigneurs de Beynac qui étaient établis au proche château de la Roque font construire la chapelle sud — dite de la Vierge — qui leur sert de chapelle funéraire,.
D'autres extensions ont ensuite été édifiées : la sacristie au XVIIIe siècle, au nord du chœur, et la chapelle nord, dédiée à saint Joseph, en 1865,. Le portail de l'église, incendié vers 1587, lors des  guerres de Religion, a été reconstruit au XVIIIe siècle, en style classique,.
Au XVIIIe siècle, les baies ont également été modifiées, et le clocher-mur a été restauré en 1843. En 1907, le toit en lauzes de la nef s'est effondré. Il a été remplacé par une toiture en tuiles, celle en lauzes demeurant au-dessus du chœur.
L'édifice est inscrit au titre des monuments historiques depuis le 3 juillet 2007.

## Galerie

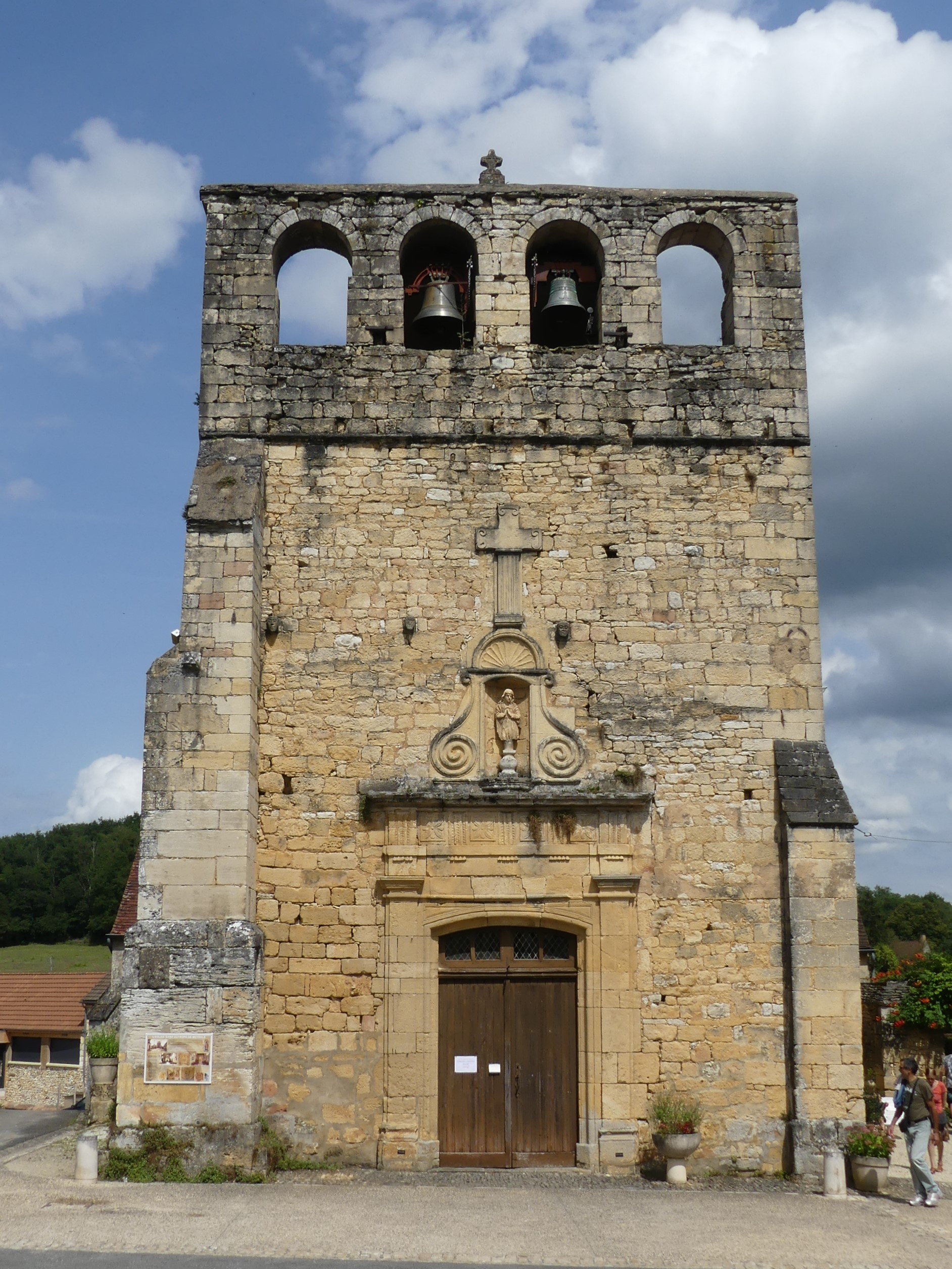
Le clocher-mur et le portail.
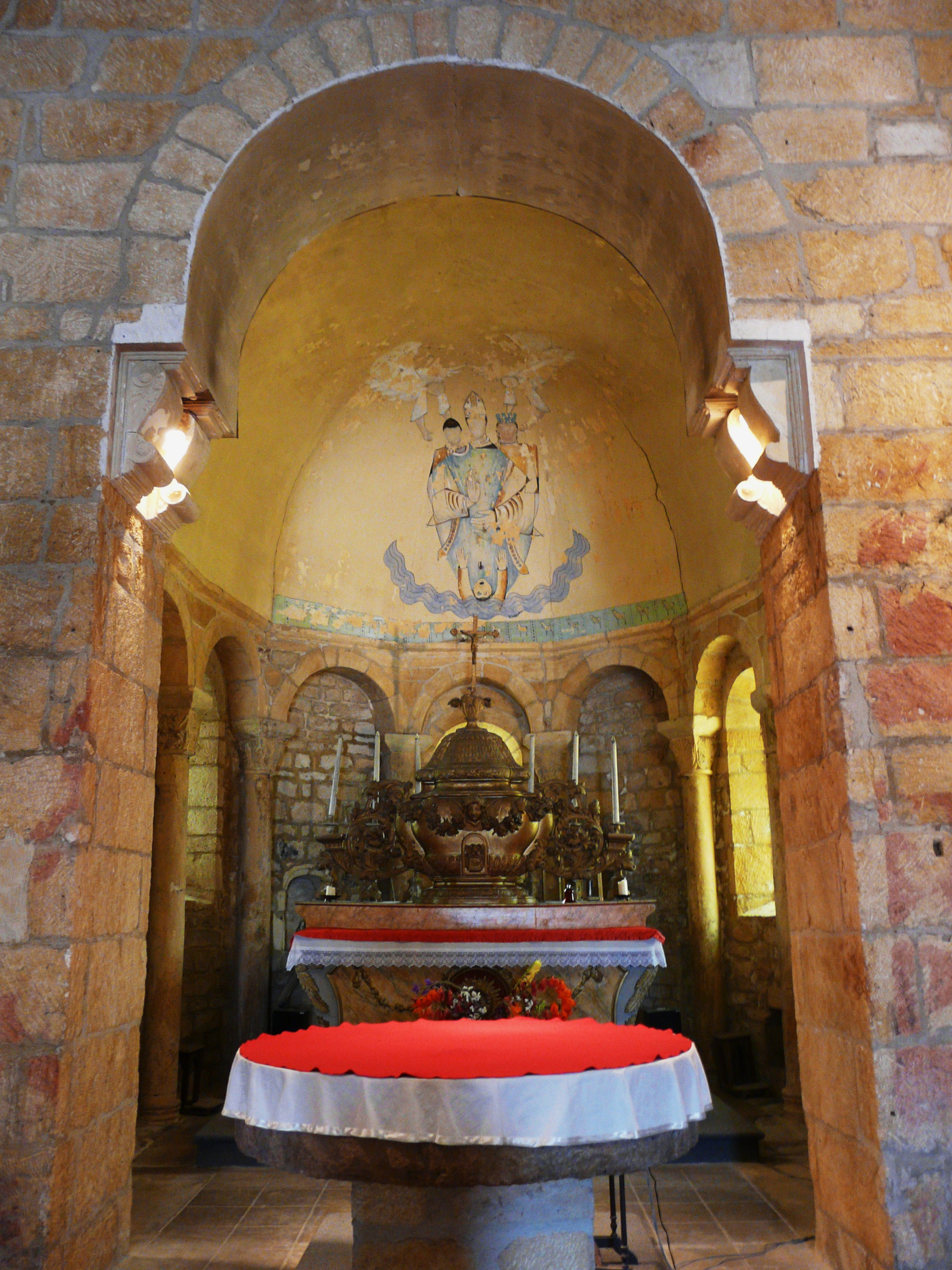
Le chœur.
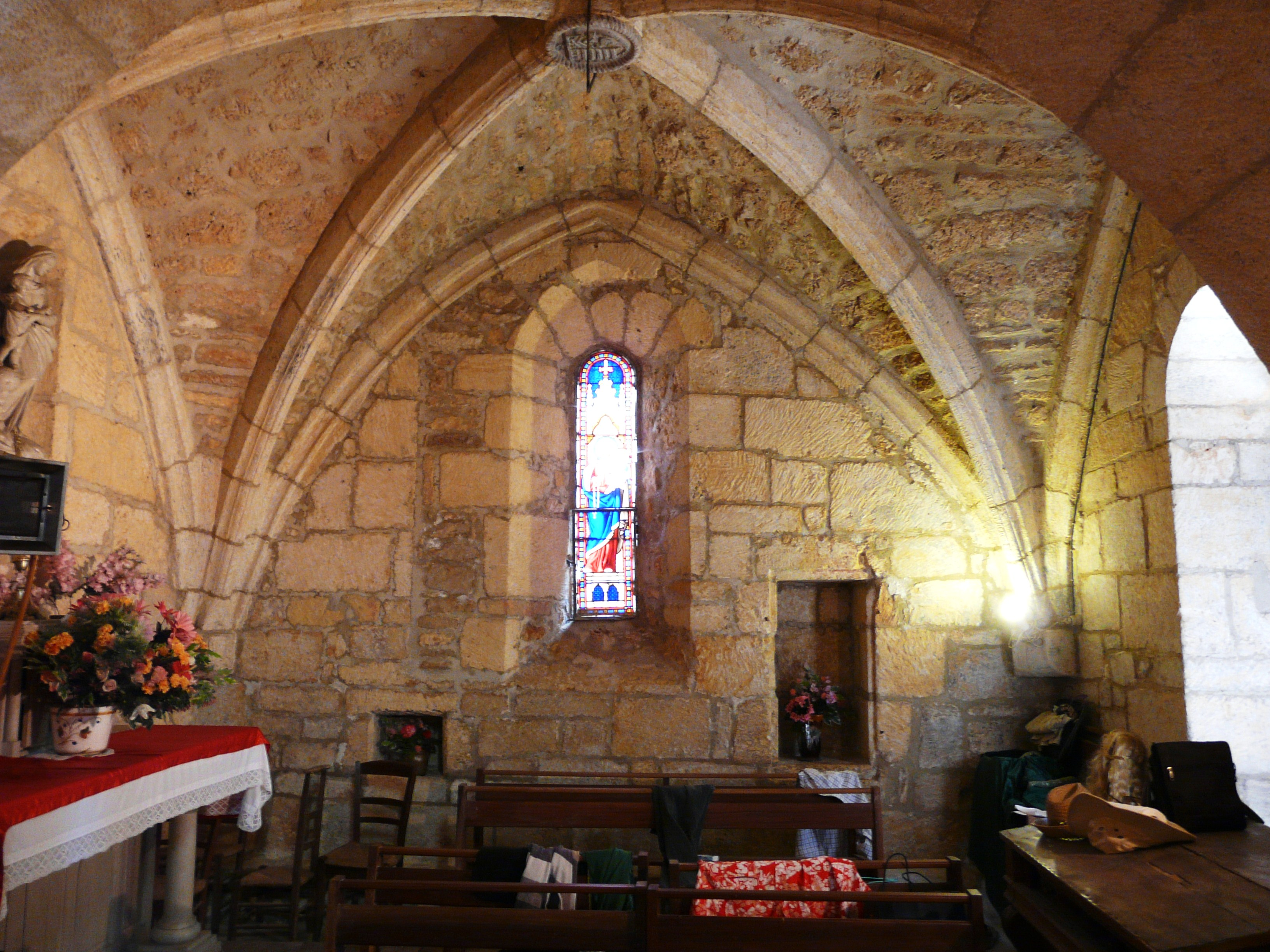
La chapelle sud.
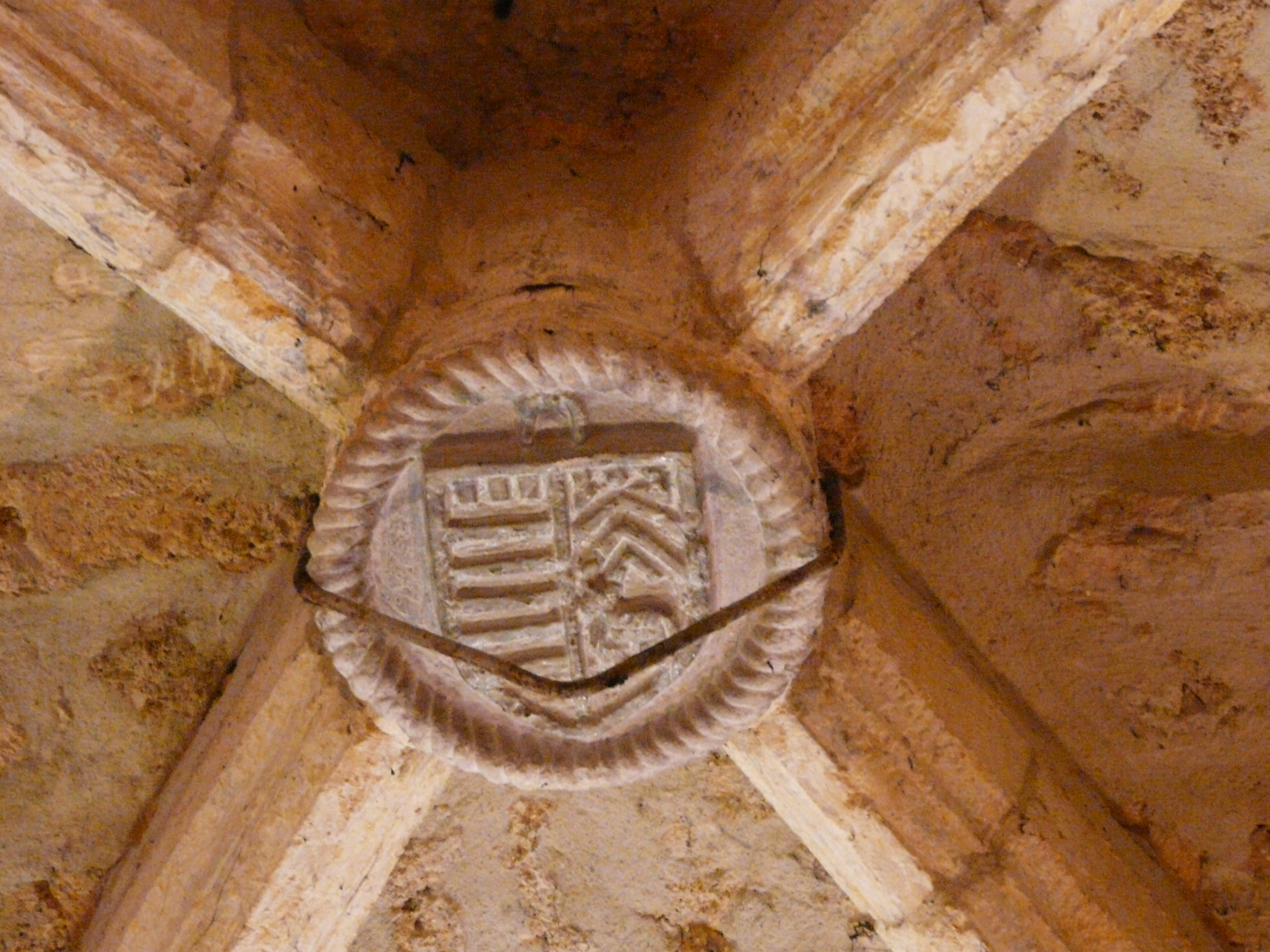
La clé de voûte de la chapelle sud.